# Nierenkolik
Eine Nierenkolik ist ein krampfartiger, meist schlecht lokalisierbarer Schmerz (Kolik) in der Lendengegend oder im Bauchraum (Abdomen).

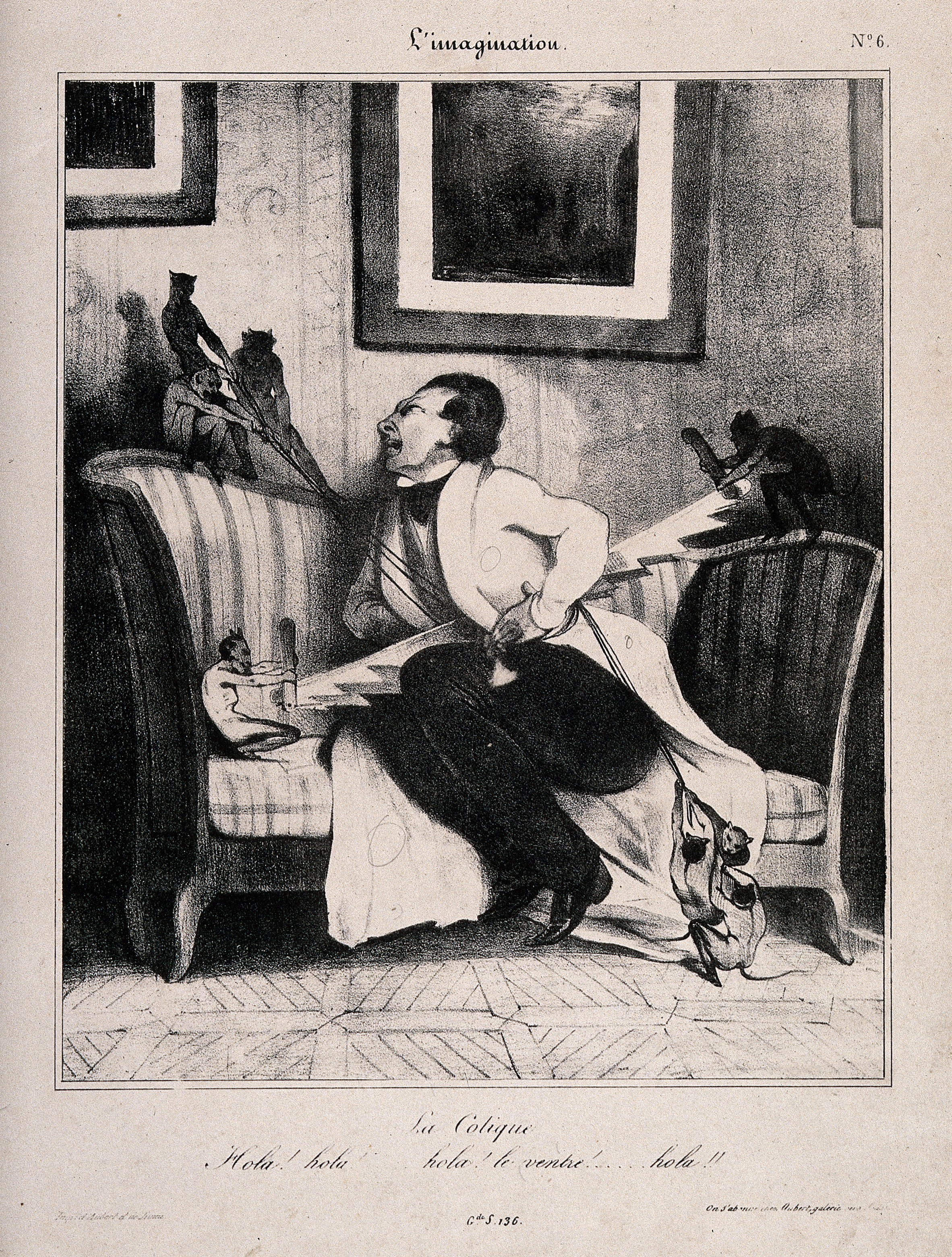
Kolik

## Ursache und Entstehung
Nierenkoliken entstehen, wenn Nierensteine oder Nierengrieß, seltener auch Blutgerinnsel oder abgestorbenes Gewebe, in einen der beiden Harnleiter Richtung Harnblase eintreten und wenn dadurch eine akute Harnabflussstörung entsteht.
Der plötzliche Verschluss des Harnleiters führt zu einer vermehrten Bildung von Prostaglandinen im Nierenfunktionsgewebe. Der Gefäßwiderstand der Nierenarterien nimmt ab, der kapilläre Filtrationsdruck in den Nierenkörperchen steigt an mit der Folge einer vermehrten Harnausscheidung besonders der betroffenen Niere. Damit nimmt der hydrostatische Druck oberhalb des Hindernisses zu, mit der Folge einer erhöhten Wandspannung in Nierenbecken und Harnleiter: Dadurch werden Dehnungsrezeptoren und Schmerzrezeptoren aktiviert.
In extrem seltenen Fällen kann auch der Befall mit dem Nierenwurm Nierenkoliken auslösen. Diese Krankheit kommt in Mitteleuropa allerdings kaum vor.

## Symptome

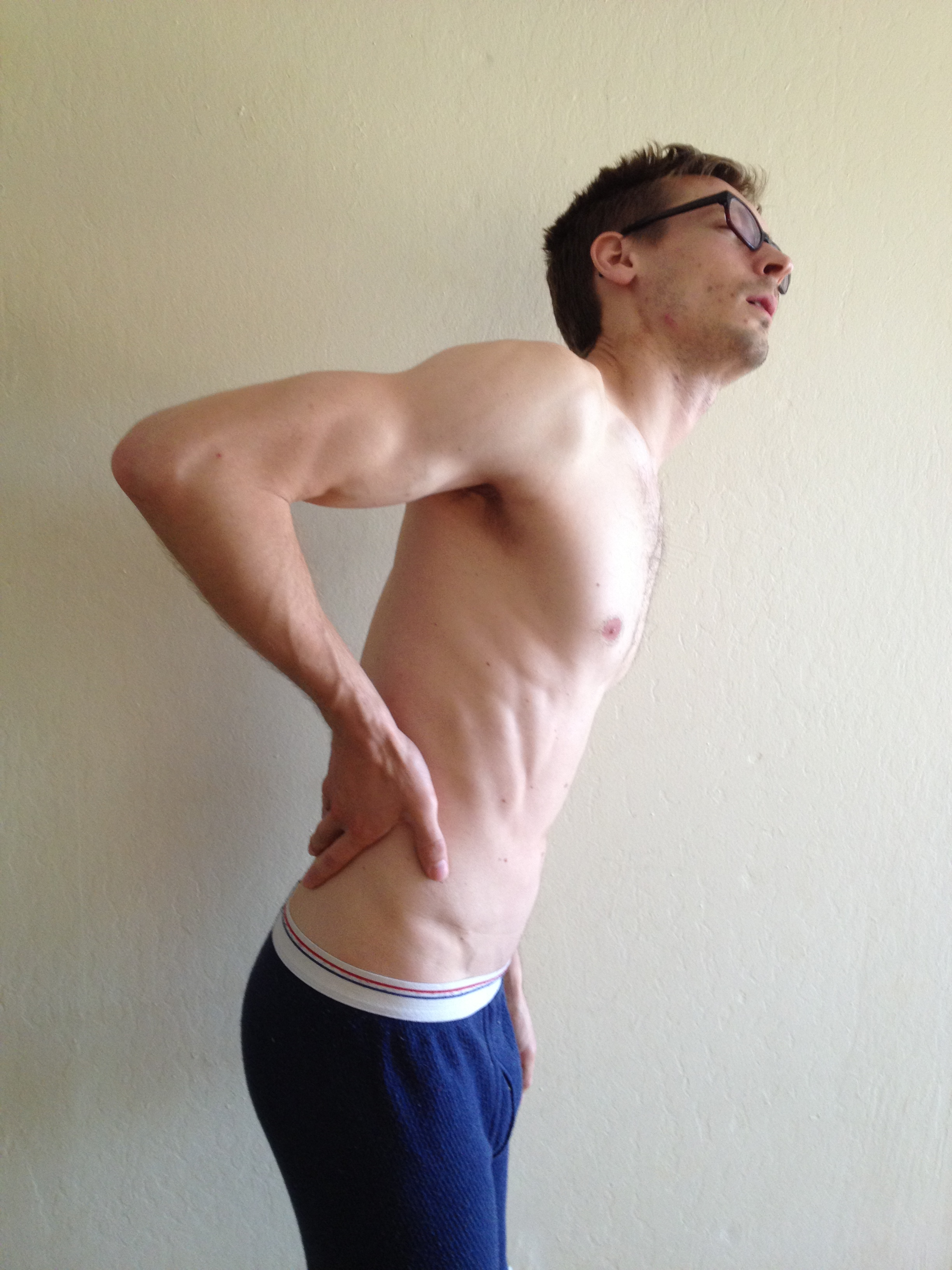
Nierenkolik

Krampfartige Schmerzen im Bereich der betroffenen Niere, oft in alle Richtungen am Rücken ausstrahlend, in aller Regel einseitig. Bei erstmaligem Auftreten kann man selbst nicht erkennen, dass der Schmerz von der Niere ausgeht. Starker bis unerträglicher Schmerzcharakter. Mitunter dabei Schweißausbrüche und Erbrechen. Es kann blutiger Harn auftreten. Typisch sind Phasen mit starken Schmerzen im Wechsel mit beschwerdefreien Zeiten, allerdings kann der Schmerz auch dauerhaft die gleiche Intensität aufweisen. Eine akute Kolik ist besonders unangenehm und wird oft als eine der stärksten Schmerzempfindungen beschrieben, die Menschen fühlen können. Auch Fieber kann auftreten.

## Diagnostik
Eine Nierenkolik sollte möglichst umgehend abgeklärt werden, vor allem bei Patienten mit nur noch einer Niere, beginnender Urosepsis und Fieber ist eine schnelle Diagnose angezeigt. Neben einer Anamnese und körperlichen Untersuchung werden Laboruntersuchungen und bildgebende Verfahren durchgeführt.
Labordiagnostisch werden kleines Blutbild, Kreatinin, Harnsäure, Calcium, Kalium, Natrium, CRP und PTT bestimmt. Bei der Urinuntersuchung finden in Urinteststreifen und -Sediment sich oft Blutspuren, bei Steinen als Ursache der Kolik nahezu immer.
Bei der körperlichen Untersuchung Klopfempfindlichkeit des betroffenen Nierenlagers und starke Druckempfindlichkeit des Bauchraums im Verlauf des betroffenen Harnleiters. Zur Lokalisierung des Steins und um einen Stau der Niere feststellen zu können, ist eine Ultraschalluntersuchung (Sonographie) des Bauchraums unverzichtbar und Mittel der ersten Wahl. Zur sicheren Diagnostik eines Steines kann eine Computertomographie durchgeführt werden, allerdings ist sie wegen der Strahlenbelastung nicht Mittel der ersten Wahl. Zur genaueren Beurteilung der ableitenden Harnwege kann gegebenenfalls auch eine Ausscheidungsurographie (Röntgenuntersuchung mit Kontrastmittel) sinnvoll sein, diese wird aber für die Akutdiagnostik nicht empfohlen. Bei Schwangeren kann als Mittel der zweiten Wahl eine Magnetresonanzuntersuchung durchgeführt werden.
Differentialdiagnostisch sind andere Krankheitsbilder mit krampfartigen Schmerzen wie Darmkoliken oder schwere Harnwegsinfekte zu berücksichtigen.

## Therapiemöglichkeiten
Traditionell werden Wärme (da krampflindernd), Bewegung und viel Trinken empfohlen. Diese Empfehlungen sind wissenschaftlich nicht überprüft. Die medikamentöse Behandlung umfasst die Gabe von schmerzstillenden Mitteln wie Metamizol oder Paracetamol. Auch Diclofenac oder Indomethazin können eingesetzt werden. Opioid-Anageltika kommen erst in zweiter Linie in Betracht. Zur Entspannung des Harnleiters werden zusätzlich Alphablocker wie Tamsusolin verabreicht.
Ist ein Stein die Ursache, kann er spontan abgehen oder er muss entfernt werden. Für unkomplizierte Nierenkoliken die schnell in Richtung Blase abwandern und bei denen die Schmerzen rasch abnehmen, ist keine Behandlung beim Urologen notwendig. Halten die Schmerzen länger als acht Stunden an oder zeigt sich in der Sonografie ein Urinstau, ist eine Steinlokalisation und gegebenenfalls dessen Entfernung erforderlich. Die Steine werden heute vor allem ureteroskopisch bzw. antegrad ureteroskopisch mittels Laser-Lithotripsie oder von außen mittels extrakorporaler Stoßwellenlithotripsie zertrümmert. Führt dies nicht zum Erfolg, muss der Stein durch Eröffnung des Harnleiters (Ureterolithotomie) entfernt werden, die heute vor allem laparoskopisch erfolgt.
Nierenwürmer müssen in der Regel chirurgisch entfernt werden.

## Komplikationen
Wenn der Stein den Harnleiter völlig verschließt, kann der Urin der betroffenen Niere nicht mehr abfließen. Dies führt auf die Dauer zu einer Nierenschädigung bis hin zum völligen Funktionsverlust dieser Niere. Wenn zu der Abflussstörung noch eine Infektion in Form eines Harnwegsinfekts kommt, kann eine Harnstauungsniere mit Fieber, Schüttelfrost, Schmerzen und Nierenbeckenentzündung entstehen und unbehandelt zum Tod führen.